# István Liptai
István Liptai, né le 10 août 1935 à Szeged, en Hongrie et mort le 18 août 2022, est un joueur de basket-ball hongrois .